# Tarhos
Tarhos község Békés vármegye Békési járásában.

## Fekvése
Természetföldrajzi szempontból a Körös menti sík délkeleti részén, a Kettős-Körös jobb oldalán fekszik.
Szomszédai: észak-északkelet felől Vésztő, kelet-délkelet felől Sarkad, dél felől Doboz, nyugat felől Békés, északnyugat felől pedig Bélmegyer. Nagyon kicsi a híja annak, hogy északkeleti irányból ne érintkezzék a határszéle Okány közigazgatási területével is.

### Megközelítése
A település központján keresztülhalad kelet-nyugati irányban a Furta-Gyula közti 4234-es utat Békéssel összekötő 4238-as út, közúton csak ezen közelíthető meg az említett települések mindegyike irányából.
Budapest, illetve az ország távolabbi részei felől a leginkább kézenfekvő megközelítési útvonal: a 4-es főúton Törökszentmiklósig, onnan a 46-oson Mezőberényig, tovább a 470-es főúton Békésig, ahonnét pedig északkeleti irányban kell továbbhaladni a 4238-ason még mintegy 8,3 kilométert.

## Nevének eredete
Tarhos – korabeli ejtés szerint Tarhacsi, Bíborbanszületett Konstantinnál középgörög nyelven Tarkatzusz – Árpád nagyfejedelem egyik fia volt. Mint trónörökös, egy időben birtokolta a dukátust, a csatlakozott népek, főleg kavarok szállásterületét, amely három nagyobb tömbben létezett a honfoglalás után. Az egyik a bihari dukátus volt „Biharország”-ban, amelynek területe délen a Fehér-Köröstől északon a Tisza felső kanyarulatáig terjedt, azaz magában foglalta Szabolcsot, Hajdút, valamint Békés és Szatmár egy részét is. A dukátusban levő szálláshelyét jelzi Tarhos település neve.

## Története
A település egykor puszta volt, mely a királyi vármegyehálózat kialakítását követően a közelben létrejött Békés településhez tartozott. A terület jelentősége 1775-től nőtt meg, amikor a Wenckheim család birtokába került. A grófi család kastélyt építtetett itt a 19. század közepén, amely körül aztán egyre több gazdatiszti és cselédház épült. Ezzel Békés külső tanyazónájában létrejött egy települési gócpont, mely a későbbi Tarhos község kialakulásának alapja lett. Az 1910-es népszámlálás szerint már 791-en lakták. A második világháborút követő földosztás nyomán újabb lakóházak épültek. A település 1954-ig tartozott Békéshez, azután önálló tanácsú járási község, 1974-től pedig teljesen önálló község lett.

## Közélete

### Polgármesterei
- 1990–1994: Nagy György Miklós (független)[5]
- 1994–1998: Nagy György Miklós (független)[6]
- 1998–1999: Balogh András (FKgP)[7]
- 1999–1999: Balogh András (független)[8]
- 1999–2002: Hornok Sándor (független)[9]
- 2002–2006: Hornok Sándor (független)[10]
- 2006–2010: Hornok Sándor (független)[11]
- 2010–2014: Hornok Sándor (független)[12]
- 2014–2019: Kürti Sándor (Fidesz-KDNP)[13]
- 2019–2024: Kürti Sándor (Fidesz-KDNP)[14]
- 2024–: Kürti Sándor (Fidesz-KDNP)[1]

A településen 1999. június 20-án időközi polgármester-választást és képviselő-testületi választást tartottak, mert a korábbi képviselő-testület április 19-én feloszlatta önmagát belső viszályok miatt. A választáson az előző (ezúttal függetlenként induló) polgármester mellett négy kihívója is elindult, a szétaprózódott mezőnyben pedig Balogh Andrásnak 34 %-os eredmény is elég volt a magabiztos győzelemhez. Balogh ennek ellenére nem vállalta a polgármesteri tisztséget, mert az új képviselő-testületbe három korábbi tag is bekerült – alig egy héttel újraválasztása után ismét lemondott a tisztségéről. A következő időközi választást szeptember 12-én tartották, amin Hornok Sándort bízták meg a település vezetésével.

## Népesség
A település népességének változása:
| Lakosok száma | 812  | 791  | 766  | 753  | 691  | 705  | 723  |
|               | 2013 | 2014 | 2019 | 2021 | 2022 | 2023 | 2024 |

2001-ben a település lakosságának 97%-a magyar, 3%-a cigány nemzetiségűnek vallotta magát.
A 2011-es népszámlálás során a lakosok 90,3%-a magyarnak, 1,1% cigánynak, 0,3% románnak mondta magát (9,5% nem nyilatkozott; a kettős identitások miatt a végösszeg nagyobb lehet 100%-nál). A vallási megoszlás a következő volt: római katolikus 7,1%, református 17,8%, felekezeten kívüli 59,7% (14,4% nem nyilatkozott).
2022-ben a lakosság 87,7%-a vallotta magát magyarnak, 1,3% cigánynak, 0,3% ukránnak, 0,3% románnak, 0,3% németnek, 0,1% szerbnek, 1,9% egyéb, nem hazai nemzetiségűnek (12,3% nem nyilatkozott; a kettős identitások miatt a végösszeg nagyobb lehet 100%-nál). Vallásuk szerint 14,8% volt református, 5,1% római katolikus, 0,1% evangélikus, 1% egyéb keresztény, 0,3% egyéb katolikus, 43,7% felekezeten kívüli (35% nem válaszolt).

## Nevezetességei
- Wenckheim-kastély

A Wenckheim család a 19. század közepén építtette fel kastélyát. A második világháború után, 1946-ban Gulyás György szervezésében a volt grófi kastélyban énekiskola nyílt, ami Tarhos nevét országos hírűvé tette. A művészi kivitelű zenepalotát 1952-ben és 1953-ban 3,5 millió forintos beruházással építették, s Kodály Zoltán jelenlétében adták át rendeltetésének. A tarhosi általános iskolát, zenei gimnáziumot és zeneművészeti szakiskolát azonban 1954-ben egy népművelési miniszteri rendelettel megszüntették és helyébe gyógypedagógiai intézetet létesítettek. Az egykori kastély sokáig az enyészetnek átadva várta sorsát, kihasználatlan, egyúttal üres, nem látogatható állapotban. 2013-ban magánkézbe került és a Megújuló Tarhosért Alapítvány, mely kuratóriumi elnöke Matyi István, megkezdte az épületek felújítását. Parkja helyileg védett, értékes faállománnyal, valamint gazdag madárvilággal rendelkezik.
- Békés-Tarhosi Énekiskola (1946-1954), azaz a Gulyás György által alapított Országos Állami Ének és Zenei Szakirányú Líceum és Tanítóképző Intézetet és a vele kapcsolatos Ének-zenei Gyakorló Általános Iskola és Tanulóotthont összefoglaló intézmény. Ez volt az ország első zenei szakirányú középiskolája, tanítóképző intézete (a líceumi érettségi lehetőségével) és az első ének és zenei elemi iskola. Tanterve és követelményrendszere a Zeneakadémia képzési programja szerint készült el.
- Békés-tarhosi Zenei Napok, amely egy egyhetes fesztivál, ahol különféle zenei és egyéb produkciókat is előadnak. 1976 óta rendezik meg az egykori iskola hagyományaira alapozva, illetve a fesztivál keretében 1980 és 2001 között két-, illetve háromévente tartották meg az Országos Szakközépiskolai Zongoraversenyt.